# Haematopus palliatus
La beccaccia di mare americana (Haematopus palliatus Temminck, 1820) è un uccello della famiglia Haematopodidae.

## Distribuzione e habitat
Questo uccello vive sulle coste atlantiche del Nordamerica, dal New England alla Florida, lungo le coste del Golfo del Messico e su molte isole dei Caraibi (Cuba, Bahamas, Antille Olandesi, etc.). A sud della California diventa presente anche sulla sponda pacifica, spingendosi così in Sudamerica, dalla Colombia e dal Venezuela, fino all'Argentina e al Cile. È di passo in alcune isole caraibiche come la Giamaica.

## Sistematica
Haematopus palliatus ha due sottospecie:
- Haematopus palliatus palliatus Temminck, 1820
- Haematopus palliatus galapagensis Ridgway, 1886